# Harnischia hamata
Harnischia hamata är en tvåvingeart som beskrevs av Wang, Zheng och Ji 1993. Harnischia hamata ingår i släktet Harnischia och familjen fjädermyggor.
Artens utbredningsområde är Ningxia (Kina). Inga underarter finns listade i Catalogue of Life.